# Ерік Матуку
Ерік Матуку (фр. Éric Matoukou, нар. 8 липня 1983, Нлобіссон II) — камерунський футболіст, захисник кіпрського «Пафоса». Має також бельгійський паспорт.
Насамперед відомий виступами за «Генк», декілька українських команд, а також національну збірну Камеруну.

## Клубна кар'єра
У дорослому футболі дебютував 2000 року виступами за місцеву команду «Пираміде», в якій провів один сезон, взявши участь лише у 8 матчах чемпіонату.
Згодом, з 2002 по 2004 рік, грав у складі бельгійських клубів «Моленбек» та «Берінген-Гесден-Золдер».
Своєю грою за останню команду привернув увагу представників тренерського штабу «Генка», до складу якого приєднався на початку 2004 року. Відіграв за команду з Генка наступні сім з половиною сезонів своєї ігрової кар'єри. Більшість часу, проведеного у складі «Генка», був основним гравцем захисту команди.
У липні 2011 року переїхав в «Дніпро» (Дніпропетровськ), але відразу був відданий в оренду до кінця сезону в «Арсенал» (Київ). Проте в Києві за сезон зіграв лише у двох матчах чемпіонату і двох матчах кубку, але продовжив виступати за клуб на правах оренди і надалі. 2 серпня 2012 року Ерік забив гол у першому матчі 2012-13 Ліги Європи 2012-13 проти словенської «Мури», яку «Арсенал» обіграв з рахунком 3:0, але пізніше було встановлено, що Матуку в 2010 році ще під час виступів за «Генк» був вилучений з поля у грі проти «Порту» й отримав дискваліфікацію на два матчі, проте відбув лише один матч дискваліфікації, тому не мав права був бути в заявці на гру проти «Мури». Через це «канонірам» була зарахована технічна поразка з рахунком 0-3, а Матуку отримав ще двоматчеву дискваліфікації на ігри єврокубків.
На початку 2013 року разом з іншими орендованими гравцями Євгеном Шаховим та Олександром Кобахідзе повернувся в «Дніпро»
До кінця сезону Ерік так і не провів за основний склад «Дніпра» жодного матчу, через що влітку 2013 року разом з одноклубником Денисом Шеліховим перейшов на правах оренди на сезон в луцьку «Волинь». Провівши у складі волинян 6 матчів в Чемпіонаті та 1 матч у Кубку України, у січні 2014 р. залишив клуб.
Влітку 2014 року перед закриттям трансферного вікна підписав контракт з бельгійським клубом «Льєрс» на один сезон, який передбачає опцію продовження, проте закріпитись у команді не зумів і на початку 2015 року перейшов у фінський «Інтер» (Турку).
У січні 2016 року на правах вільного агента уклав контракт з кіпрським «Пафосом».

## Виступи за збірну
9 лютого 2006 року дебютував в офіційних матчах у складі національної збірної Камеруну в товариській грі зі збірною Сенегалу, яку камерунці виграли з рахунком 1-0. Проте заграти в головній команді країни Ерік не зумів, провівши два матчі у 2006 і чотири матчі у 2007 році, Матуку перестав викликатися до лав національної збірної.

## Титули і досягнення
- Чемпіон Бельгії (1):

«Генк»: 2010-11
- Володар Кубка Бельгії (1):

«Генк»: 2008-09
- Володар Суперкубка Бельгії (1):

«Генк»: 2011